# Erek Hansen
Erek Hansen (Bedford, 31 agosto 1982) è un ex cestista statunitense.